# ذا غريد (لعبة فيديو)
ذا غريد (بالإنجليزية: The Grid)‏ ، هي لعبة إلكترونية من نوع آركيد، أنتجها شركة ميدواي الأمريكية عام 2001.

## وصلات خارجية
- The Grid على موقع القائمة القاتلة لألعاب الفيديو
- The Grid Guide